# KAIROS (lanceur spatial)
Pour les articles homonymes, voir Kairos (homonymie).
KAIROS, acronyme de Kii-based Advanced & Instant Rocket System, est un lanceur spatial léger japonais à propergol solide dont le premier vol a lieu le 13 mars 2024. Cette fusée développée sur fonds privés par la start-up Space One est capable de placer 250 kg sur orbite basse. Les trois premiers étages de KAIROS, dont l'enveloppe est en composite carbone, utilisent une propulsion à propergol solide. La fusée décolle depuis la base de lancement de Kii située au sud de l'île de Honshū.

## Historique
La société Space One, baptisée initialement (2017) New Generation Small Rocket Development Planning, est  créée en juillet 2018 par un consortium de sociétés japonaises comprenant Canon Electronics, une des filiales de la société Canon, IHI Aerospace, Shimizu Corporation et la banque de développement du Japon. La société a pour objectif de développer un lanceur spatial léger rapidement disponible. Celui-ci est baptisé KAIROS, nom faisant référence à l'ancien dieu grec de l'opportunité. Space One est chargée de développer le lanceur et de le mettre en œuvre,.
Les tests des étages de propulsion s'achèvent en 2022 mais le premier lancement est retardé par une livraison tardive de certains composants et le développement de l'avionique. Cette dernière, fournie initialement par la société Canon, sera finalement livrée par d'autres sociétés.
La société Space One veut se singulariser par le traitement rapide des demandes de lancement. Grâce au recours à un pas de tir dédié et à des procédures adaptées, Space One annonce ainsi qu'un satellite pourra être lancé quatre jours après sa réception.

## Caractéristiques techniques
KAIROS est un lanceur léger de quatre étages mesurant environ 18 m de haut pour un diamètre de 1,35 m et une masse au décollage d'environ 23 t. L'enveloppe des étages est réalisée en polymère renforcé de fibres de carbone, ce qui permet d'alléger leur masse à vide. Les trois premiers étages utilisent une propulsion à propergol solide et le dernier étage utilise une propulsion à ergols liquides. La coiffe a un diamètre de 1,5 mètres.

## Capacités
Le lanceur KAIROS est capable de placer une charge utile de 250 kilogrammes sur une orbite basse de 500 kilomètres avec une inclinaison orbitale de 33 degrés. Le lanceur peut placer 150 kilogrammes sur une orbite héliosynchrone à une altitude de 500 kilomètres avec une inclinaison orbitale de 97 degrés.

## Installations de lancement
KAIROS est lancé depuis une nouvelle base de lancement située dans le sud de la principale île japonaise Honshū à proximité de l'Océan Pacifique. La base de lancement de Kii (Kii est l'ancienne province qui comprenait ce territoire) occupe un site de 15 hectares situé sur la péninsule de Kii sur le territoire de la ville côtière de Kushimoto dans la préfecture de Wakayama. Sa construction a débuté en 2019 et elle a été inaugurée en 2021. Il s'agit de la première base de lancement japonaise réalisée sur fonds privés. La base de lancement comprend principalement un bâtiment d'assemblage, un entrepôt de stockage des moteurs à propergol solide, un centre de contrôle et un pas de tir. Le centre de contrôle supervise les opérations de lancement mais également les vérifications des charges utiles et le suivi du vol. Depuis la base de lancement de Kii, les lancements peuvent être effectués dans les directions allant de l'est-sud-est au sud,.

## Historique des lancements effectués ou planifiés

### Échec du vol inaugural (13 mars 2024)
Le premier vol est planifié en mars 2024. La charge utile est un prototype de satellite de reconnaissance CSICE Quick Response Satellite déployable dans un délai très court et développé pour le compte du service de renseignement Naichō (utilisateur des données fournies par les satellites de reconnaissance japonais). Peu d'informations sont disponibles sur les caractéristiques techniques de ce satellite qui aurait une masse d'environ 100 kilogramme et une optique fournissant des images avec une résolution spatiale de 1 mètre. La fusée décolle le 13 mars 2024, après le report de son lancement à la suite de deux essais interrompus. Cinq secondes environ après avoir quitté le sol, le lanceur explose quelques centaines de mètres au-dessus du pas de tir. Aucun dommage n'a été constaté sur les installations de lancement, malgré la chute des débris résultant de l'explosion à proximité.

### Échec du deuxième vol (18 décembre 2024)
Le deuxième vol est initialement planifié pour le 14 décembre 2024 mais pour cause de vent trop fort en altitude le vol est reporté le lendemain (le 15 décembre 2024) mais celui ci aussi est finalement reporté.
La mission prévoit le transport de cinq satellites, dont quatre CubeSats et un microsatellite. Ces satellites incluent des charges utiles développées par l'agence spatiale de Taïwan, Space Cubics LLC, Terra Space Inc. et LAGRAPO Ltd, ainsi qu'un satellite supplémentaire appartenant à un client anonyme.
Le vol est finalement effectué le 18 décembre 2024, mais se termine par un second échec. Un culbutage de la fusée est observé à T+95 secondes. Le véhicule a perdu le contrôle d'attitude au moment de la séparation du premier étage.

### Listes des lancements
| S.no | Vol No. | Date (UTC)                 | Charge utile(s)                          | Résultat | Remarques |
| ---- | ------- | -------------------------- | ---------------------------------------- | -------- | --- |
| 1    | 1       | 13 Mars 2024 02:01:12      | Prototype de Satellite de reconnaissance | Échec    | Véhicule détruit par le système automatique d'interruption de vol à T+5 seconds. |
| 2    | 2       | 18 Décembre 2024, 02:00:00 | 4 CubeSats et un microsatellite          | Échec    | Il est prévu de transporter quatre CubeSats et un microsatellite. Un culbutage de la fusée est observé à T+95 secondes. Le véhicule a perdu le contrôle de l'attitude au moment de la séparation du premier étage. |